# 朝外三条
朝外三条是中国北京市朝阳区的一条胡同，已拆毁。

## 简介
朝外三条位于朝阳区和朝外街道西部。胡同呈南北走向，北起朝阳门外大街，南到净住胡同与盛管南巷相衔接，胡同中间与朝外四条相交。胡同西侧和朝外二条平行。胡同长200米，宽3米。胡同铺有沥青路面，为非机动车道和人行道。
朝外三条成路于清朝，于1970年改建。胡同内原有一座喇嘛庙（该庙早已圮毁，遗址无存），故曾名“喇嘛寺”。朝阳门外大街南側共有四条南北向的胡同，自西向东依次排列，该胡同是第三条，故1966年定名“朝外三条”。朝外三条两側多为破旧平房民宅。历史上，朝外三条曾经是一个小市场。到1990年代初，朝外三条两侧仅存一些居委会开办的便民商店，个体户经营的小商店，以及一个摩托车修理铺。该胡同的绿化只有居民家庭院散植的零星树木。朝外三条北口通多条公共电车、公共汽车。该胡同现已拆毁，原址现为丰联广场。